# Kerstin Weule
Kerstin Weule (Braunlage, RFA, 1966) es una deportista estadounidense que compitió en triatlón. Ganó tres medallas en el Campeonato Mundial de Xterra Triatlón entre los años 1999 y 2001.

## Palmarés internacional
| Campeonato Mundial | Campeonato Mundial    | Campeonato Mundial | Campeonato Mundial |
| Año                | Lugar                 | Medalla            | Prueba             |
| ------------------ | --------------------- | ------------------ | ------------------ |
| 1999               | Maui (Estados Unidos) | Medalla de plata   | Individual         |
| 2000               | Maui (Estados Unidos) | Medalla de oro     | Individual         |
| 2001               | Maui (Estados Unidos) | Medalla de bronce  | Individual         |